# Collingwood Football Club
Collingwood Football Club – klub futbolu australijskiego występujący w ogólnokrajowej lidze AFL. Klub nosi przydomek "The Magpies" (dosł. Sroki, jednak w logo klubu znajduje się dzierzbowron – Australian magpie – przedstawiciel ostrolotów, nie krukowatych, jak sroki). Został założony w 1892 roku jako reprezentant dzielnicy Collingwood w Melbourne.
Obecnie klub rozgrywa większość swoich domowych meczów na Melbourne Cricket Ground, mogącym pomieścić 100.000 widzów.

## Początki
Klub został założony w środowisku katolickich robotników w lutym 1892 roku. Za pierwszy oficjalny mecz "Srok" uchodzi pojedynek z Carlton FC, który miał miejsce 7 maja 1892 roku.

## Współtworzenie VFL
W 1897 roku, klub wraz z siedmioma innymi drużynami utworzył Victorian Football League (VFL), która w 1990 roku zmieniła nazwę na Australian Football League (AFL).

## Sukcesy i sława
W latach 20. i 30. XX wieku, Collingwood FC stał się najpopularniejszym klubem w lidze, zawdzięczając to głównie czterem tytułom z rzędu (1927-30). Od tamtej pory zespół zaczął budzić skrajne emocje wśród publiczności. Klub swoją legendę zawdzięcza sukcesom do końca lat 50. XX wieku. Do tego okresu "Sroki" zdobyły 13-krotnie mistrzostwo ligi i 16-krotnie kończyły rywalizację na drugim miejscu. Od roku 1960 klub uchodzi za wielkiego pechowca, ponieważ zwyciężył tylko w jednym z dziesięciu finałów.

## Rywale
Za największych rywali Collingwood FC uchodzą: Carlton FC; Essendon FC, z którym od 1995 roku rozgrywa mecze w dniu święta narodowego ANZAC Day (mecz nosi nazwę ANZAC Day Clash); Richmond FC. Mecze z tymi drużynami gromadzą zawsze olbrzymią liczbę widzów, często dochodzącą do 90.000.

## Barwy klubowe
Oficjalnymi kolorami klubu są biel i czerń. Zawodnicy podczas meczów noszą koszulki w białe i czarne pionowe pasy, które symbolizują przydomek klubu – dzierzbowrony, po angielsku nazywane Australian magpies.

## Sukcesy
- Mistrzostwo ligi: (14)

1902 1903 1910 1917 1919 1927 1928 1929 1930 1935 1936 1953 1958 1990
- Wicemistrzostwo ligi: (25)

1901 1905 1911 1915 1918 1920 1922 1925 1926 1937 1938 1939 1952 1955 1956 1960 1964 1966 1970 1977 1979 1980 1981 2002 2003